# 慈音街道
慈音街道，是中华人民共和国四川省遂宁市船山区下辖的一个乡镇级行政单位。

## 行政区划
慈音街道下辖以下地区：
慈音寺社区、杰灵社区、棉场社区和罐子口社区。